# Helius (Helius) albitarsis
Helius (Helius) albitarsis is een tweevleugelige uit de familie steltmuggen (Limoniidae). De soort komt voor in het Neotropisch gebied.